# Tu Xiao
Tu Xiao (涂潇S; 19 agosto 1988) è un ginnasta cinese, specialista del trampolino elastico.

## Palmarès
- Mondiali

Québec 2007: oro a squadre.
San Pietroburgo 2009: oro a squadre.
Metz 2010: oro nel sincro.
Birmingham 2011: oro nel sincro e argento a squadre.
Sofia 2013: oro a squadre e argento individuale.
Daytona Beach 2014: oro nel sincro e individuale.
Odense 2015: oro nel sincro e argento a squadre.
Sofia 2017: oro a squadre.
San Pietroburgo 2018: oro a squadre miste.
Tokyo 2019: argento a squadre.
- Giochi mondiali

Cali 2013: oro nel sincro.
Breslavia 2017: oro nel sincro.
- Giochi asiatici

Canton 2010: argento individuale.
Incheon 2014: argento individuale.